# Visa

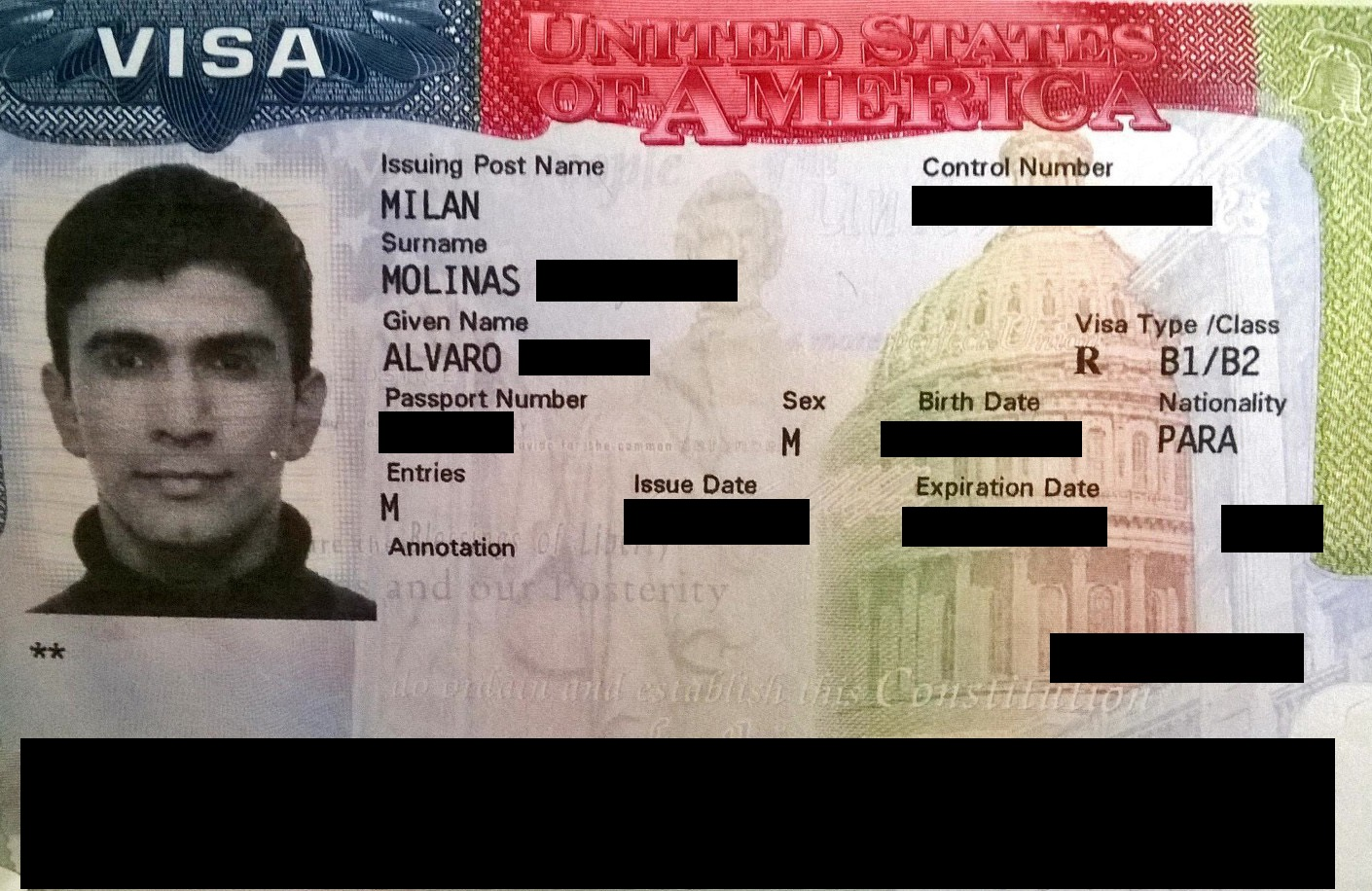
Visa estadounidense expedida en el Consulado en Milán, Italia.

Una visa o visado (del latín charta visa, papel que se ha visto) es una autorización que otorga un país, típicamente a un ciudadano extranjero, para entrar temporalmente al territorio, o para abandonarlo. El visado es un documento emitido por la autoridad del país recipiente para indicar que el viajante es admisible. Por lo general, el permiso en físico es estampado en el pasaporte del solicitante.
Los visados indican —pero no garantizan— la admisión de los extranjeros a un país recipiente. La mayoría de Estados eximen del requisito de visado a ciertas nacionalidades, típicamente por convenios bilaterales entre el país de la nacionalidad de la persona y el país destino. En el mundo hispano, en 2025, el pasaporte español era el que permitía visitar más países sin necesidad de obtener un visado (189, 3º mundial), seguido del chileno (175). En el fondo de la tabla se encuentran Bolivia y Cuba, con 78 y 60 respectivamente.

## Tipos de visado
Existen distintos tipos de visado que se solicitarán dependiendo de la motivación del viaje a realizar:
- Visado de tránsito: Se utiliza para que una persona que deba hacer escala en un país para luego ir a otro, pueda permanecer en esta escala por lo general en un máximo de 3 días.
- Visado de turista: Se utiliza para personas que deseen visitar un país con el propósito de conocerlo, en calidad de turista, y no se permite que la persona haga negocios dentro del país al cual se visita o trabajar en este, solo gastar dinero. A diferencia de otros visados, este generalmente es gratis. Por lo general, tiene duraciones de entre 1 a 3 meses.
- Visado de trabajo: Utilizado solo para propósitos de trabajar, siempre y cuando una empresa del país de destino lo contrate para tales efectos. Es más extensa en tiempo y es renovable.
- Visado de estudiante: Se utiliza para los efectos de una persona que está matriculada en un centro educativo del país de destino. Como dice su nombre, es un visado para estudiar en dicho país.
- Visado diplomático: Se utiliza para personas que ostentan un cargo diplomático puedan visitar tal país para efectos diplomáticos tales como visitas oficiales de mandatarios o efectos de embajada.
- Visado de periodista: Utilizada por aquellos profesionales del periodismo puedan ejercer por un periodo esporádico de tiempo para cubrir ciertos eventos que se estén realizando en dicho país, de naturaleza relevante o de investigación.
- Visado de matrimonio: Se utiliza para quienes contraigan matrimonio con una persona que posea nacionalidad del país de destino.
- Visado de entrada: Es una autorización para poder presentarse a una aduana migratoria del país de destino, y solicitar ahí la entrada formal (es importante señalar que la sola posesión de este visado no garantiza la entrada al país, esto solo puede decidirlo el oficial de migración). Se trata de una forma que tienen los gobiernos de controlar el tránsito de extranjeros. Estos visados son de dos tipos: los de pasaporte, que permiten el acceso a un país para una visita de duración definida, y los de inmigración, que suponen una autorización para residir en el país de forma permanente. Los segundos requieren muchos más requisitos y suele ser difícil su obtención.
- Visado de salida: Es el que algunos países exigen a sus ciudadanos cuando desean viajar al extranjero. Se trata de visados que se requieren para el abandono de un país que se encuentra en condiciones políticas, sociales o económicas desfavorables.

## Foto de visado
Para obtener un visado, se requiere una foto biométrica para la identificación de una persona.
Requisitos para la foto:
- la cara mirando enfrente de la cámara
- in tocado
- un plano de fondo claro y uniforme

El tamaño de la foto depende del país extranjero:
- Arabia Saudí, Brasil, Comoras, India, Iraq, Kenia, Kuwait, Lesoto, Ruanda, Níger, Ruanda, Uganda, Yibuti: 51 x 51 mm
- Albania: 36 x 47 mm
- Angola, Botsuana, Colombia, Guinea-Bisáu, Mongolia, Territorios Palestinos, Ucrania: 30 x 40 mm
- Argelia, Armenia, Australia, Benín, Bielorrusia, Burkina Faso, Canadá, Corea del Sur, Costa de Marfil, Gabón, Georgia, Guinea Ecuatorial, Israel, Jordania, Kazajistán, Líbano, Marruecos, Mauritania, Moldavia, Mozambique, Nigeria, Nueva Zelanda, Samoa, Serbia, Sierra Leona, Somalia, Sri Lanka, Sudáfrica, Suiza, Surinam, Taiwán, Togo, Túnez, Uzbekistán, Zimbabue: 35 x 45 mm
- Argentina: 40 x 40 mm
- Baréin, Libia, Omán, Siria, Yemen: 40 x 60 mm
- Catar: 38 x 44 mm
- Emiratos Árabes Unidos: 43 x 55 mm
- Estados Unidos: 50 x 50 mm
- Hong Kong, Sudán: 40 x 50 mm
- Irán: 34 x 51 mm
- Macao: 33 x 48 mm
- Malasia: 35 x 50 mm
- Rusia: 38,25 x 51 mm
- Turkmenistán, Turquía: 50 x 60 mm

## Colombia

### Visa Visitante (V)
Prevista para el extranjero que quiera visitar Colombia una o varias veces o permanecer temporalmente en el país sin establecerse de manera permanente.
Esta visa le permite al titular realizar, entre otras actividades: tránsito aeroportuario, turismo, gestiones de negocios, intercambio académico y estudios en arte u oficios y postgrados, tratamiento médico, trámites administrativos y/o judiciales, tripulante de embarcación o en plataforma costera, participación en eventos, pasantía o prácticas, voluntariado, producción audiovisual y/o digital, cubrimiento periodístico, prestador de servicios temporales, traslado de personal intracorporativo en el marco de instrumentos internacionales vigentes, oficial o representante comercial de gobierno extranjero, programa vacaciones-trabajo y cortesía. Se podrá otorgar la visa tipo “V” con vigencia hasta de 2 años tomando en cuenta la actividad que se propone el extranjero en Colombia.

### Visa Migrante (M)
Prevista para el extranjero que desee ingresar o permanecer en el territorio nacional con la intención de establecerse, y no cumple con las condiciones para solicitar visa tipo “R”.
A esta visa podrán aplicar las personas que se encuentren en la siguiente condición: Cónyuge o compañero permanente de nacional colombiano; padre o hijo de nacional colombiano por adopción; migrante bajo el Acuerdo Mercosur; refugiado; trabajo; empresario; ejercer profesión o actividad independiente; religioso; estudiantes de primaria, secundaria, media y pregrado; inversor inmobiliario; jubilado o rentista. La visa tipo “M” tendrá vigencia de 3 años.

### Visa Residente (R)
Prevista para quienes aspiren establecerse o fijar su domicilio permanente en Colombia por: haber renunciado a la nacionalidad colombiana; ser padre de nacional colombiano por nacimiento; tiempo acumulado de permanencia; inversión extranjera directa. La visa tipo “R” tendrá vigencia indefinida. El tiempo de permanencia autorizado en el territorio nacional al titular de la visa tipo “R” será igual al tiempo de vigencia de la misma. La visa tipo “R” tiene un permiso abierto de trabajo y permite a su titular realizar cualquier actividad lícita en el territorio nacional.

### Visa Preferencial
De acuerdo al decreto 2107 de 2001, la Dirección del Protocolo del Ministerio de Relaciones otorga las visas preferenciales en las categorías, Diplomática, Oficial y de Servicio. Para las solicitudes en línea en Bogotá se aplica lo siguiente:
Diplomática
Se expedirá al portador de pasaporte diplomático que haya ingresado al territorio nacional y se encuentre acreditado ante la Dirección del Protocolo para desempeñar un cargo en una Misión Diplomática, Oficina Consular u Organismo Internacional debidamente acreditado ante el Gobierno de Colombia. Sin perjuicio de lo establecido en los acuerdos celebrados en materia de exención de visado, la visa preferencial diplomática la otorgará, en el territorio nacional, la Dirección del Protocolo hasta por el término de cuatro (4) años, renovable en caso necesario, previa solicitud de la representación diplomática respectiva. Una vez finalizada la Misión, el titular de la visa podrá permanecer en el país amparado por la misma hasta por un periodo máximo de 60 días.
Oficial
Se expedirá al funcionario extranjero que venga al país en desempeño de una misión oficial y se encuentre debidamente acreditado ante la Dirección del Protocolo. La visa preferencial oficial la otorgará, en el territorio nacional, la Dirección del Protocolo hasta por el término de cuatro (4) años, y podrá ser renovada por periodos hasta de dos (2) años, previa solicitud de la representación diplomática respectiva. Una vez finalizada la Misión, el titular de la visa podrá permanecer en el país amparado por la misma hasta por un periodo máximo de 30 días.
De Servicio
Se expedirá al extranjero acreditado ante la Dirección del Protocolo que haya ingresado al país en los siguientes casos:
a) En calidad de funcionario internacional o experto, dentro del Marco de Tratados Internacionales que se encuentren vigentes;
b) Como miembro del personal administrativo y técnico de una Misión Diplomática, Oficina Consular o de un Organismo Internacional o de Cooperación;
c) Como miembro del personal de servicio de una Misión Diplomática, Oficina Consular o de un Organismo Internacional o de Cooperación, o como empleado particular de un miembro del personal de la misión, siempre y cuando el empleado no tenga residencia permanente en el país;
La visa preferencial de servicio la otorgará, en el territorio nacional, la Dirección del Protocolo y su duración será establecida conforme al término de misión, el contrato de trabajo o la prestación de servicios con vigencia hasta dos (2) años, renovable por periodos iguales. Una vez terminada la misión, el contrato o actividad el titular podrá permanecer hasta por 30 días calendario.

## Estados Unidos

### Visa Negocios & Turismo (B1/B2)
La Visa B1 está diseñada para viajes de negocios temporales, incluye viajes para la negociación de contratos, asistir a exhibiciones y conferencias, entrenamientos cortos, consultas con proveedores y clientes, etc. La visa B2 está diseñada para actividades turísticas, tales como compras y turismo, visitar amigos y parientes, obtener tratamientos médicos, etc. La visa B1 y B2 no es válida para obtener empleo en Estados Unidos de América.
El período de validez de las visas B1 y B2 es de 10 años, pero la estadía máxima; es decir, el tiempo que puedes estar en EE. UU. una vez ingresas al país, no debe exceder los 6 meses. Sin embargo, esto podría variar dependiendo de la nacionalidad del viajero.
Los solicitantes de visa B1 y B2 deben demostrar su intención de entrar a EE. UU. por un período temporal, solamente con el propósito de atender viajes de negocios cortos y turismo. Los solicitantes deben demostrar también que cuentan con los fondos económicos necesarios para cubrir los gastos de su viaje durante su estadía en EE. UU.; así como también lazos sociales, económicos, y de cualquier tipo en su país de origen para garantizar que el aplicante regrese después de su visita legal y temporal.

### Visa de inmigrante
Existen cinco categorías de preferencia de visados para Estados Unidos fundamentadas en el empleo
Visa EB-1Está destinada a los "trabajadores prioritarios". Son extranjeros que, o bien tienen "habilidades extraordinarias" o son "profesores o investigadores sobresalientes" y también incluye "algunos ejecutivos y directivos de empresas extranjeras que se transfieren a los EE. UU.” Esta visa les permite permanecer permanentemente en el país.
Visa EB-2Destinada para extranjeros que tienen habilidades excepcionales en las ciencias, artes o negocios, son profesionales de grado avanzado, o médicos extranjeros calificados que practiquen la medicina en zonas marginadas de los EE. UU.
Visa EB-3Está destinado a "trabajadores cualificados", "profesionales", y "otros trabajadores". Esos son los futuros inmigrantes que no califican para EB-1 o EB-2.
Visa EB-4Para inmigrantes especiales: trabajadores religiosos, extranjeros que han trabajado para el gobierno de EE. UU. en el extranjero y las viudas / viudos de ciudadanos estadounidenses se encuentran entre aquellos que califican para tarjetas de residencia relacionadas con el trabajo como inmigrantes especiales.
Visa EB-5Está destinada para inversores inmigrantes. Esta visa proporciona un método para obtener una tarjeta de residencia para los extranjeros que invierten dinero en Estados Unidos. Para obtener la visa, los individuos deben invertir entre 500.000 dólares y 1.000.000 dólares en un "área de empleo" que propicien la creación o preservación de al menos 10 puestos de trabajo para los trabajadores estadounidenses excluyendo el inversionista y su familia. Una vez que se tiene este tipo de visa se puede aspirar a una residencia permanente (Green Card).
Además de las categorías de visados mencionadas anteriormente, existen otras visas que permiten a individuos de diferentes nacionalidades ingresar y trabajar en Estados Unidos. Estas visas son fundamentales para satisfacer diversas necesidades de inmigración y empleo del país:
Visa H-1B
La Visa H-1B está destinada a trabajadores extranjeros altamente calificados que desean trabajar en Estados Unidos en empleos especializados, como tecnología de la información, ingeniería, ciencias, medicina y más. Los empleadores estadounidenses patrocinan a los solicitantes de H-1B y deben demostrar que no pueden encontrar candidatos locales adecuados para llenar estas posiciones.
Visa L-1
La Visa L-1 permite la transferencia de empleados intraempresariales de una sucursal extranjera de una empresa a una sucursal en Estados Unidos. Hay dos categorías principales: L-1A para gerentes y ejecutivos y L-1B para empleados con conocimientos especializados. Esta visa es útil para empresas que desean traer empleados extranjeros para trabajar en proyectos o expandir sus operaciones en Estados Unidos.
Visa O-1
La Visa O-1 está destinada a individuos con habilidades extraordinarias en campos como las artes, el deporte, los negocios, la ciencia y la educación. Los solicitantes de la Visa O-1 deben demostrar un nivel excepcional de habilidad y reconocimiento en sus respectivas áreas y estar respaldados por una petición de un empleador estadounidense o una entidad patrocinadora.
Visa J-1
La Visa J-1 se otorga a personas que participan en programas de intercambio cultural y educativo en Estados Unidos. Esto incluye estudiantes de intercambio, investigadores, profesores visitantes y participantes en programas de entrenamiento. La Visa J-1 está diseñada para fomentar la comprensión cultural y el intercambio académico entre Estados Unidos y otros países.
Visa TN
La Visa TN es para profesionales ciudadanos de Canadá y México que desean trabajar en Estados Unidos bajo los términos del Tratado de Libre Comercio de América del Norte (TLCAN). Los solicitantes deben estar empleados en una ocupación específica que califique bajo el TLCAN y cumplir con los requisitos de educación y experiencia.

### Tasas
A partir de la presidencia de Bill Clinton, el gobierno de EE. UU. recupera el costo de su burocracia necesaria para administrar la emisión de visados, cobrándoselo a los solicitantes. Dependiendo del tipo de visa solicitado, en 2023 las tarifas se encontraban entre los 185 y los 305 dólares.

## Venezuela

### Turista
Es el extranjero que ingresa al país con fines de recreo o esparcimiento.

### Simple Transeúnte
Es el extranjero que desee ingresar al país con otros fines distintos del turismo y se clasifica en:
- Transeúnte Familiar Venezolano
- Transeúnte de Negocios
- Transeúnte Inversionista
- Transeúnte Empresario Industrial
- Transeúnte Religioso
- Transeúnte Reingreso
- Transeúnte Laboral
- Transeúnte Estudiante

### Viajero de Tránsito
Es el extranjero que cruza el territorio nacional para dirigirse a otro país.

## Vietnam

### Visa de inmigrante
A partir del 1 de julio de 2015 y hasta el 30 de junio de 2017, los ciudadanos españoles no necesitaban visado para entrar en Vietnam, sea cual sea el propósito del viaje, siempre que su estancia no excediera de 15 días e hicieran una sola entrada en territorio vietnamita.
Para entrar por segunda vez en Vietnam sin visado deberán haber transcurrido 30 días desde la fecha de la última salida.
En el caso de tener prevista más de una entrada en ese plazo o una estancia superior a 15 días, se deberá obtener visado.

### Visa turista
Visa destinada para más de 15 días y menos de tres meses.
Donde se incluyen diferentes tipos de visado, habiendo visados con entrada única y entrada múltiple. 
Con este tipo de visado es necesaria una carta de invitación para la República Socialista de Vietnam.